# モグモグGOMBO
『モグモグGOMBO』（モグモグゴンボ）は、日本テレビ系列局（一部除く）ほかで放送された日本テレビ製作の子供向けの料理教育番組である。カゴメの一社提供。製作局の日本テレビでは1993年（平成5年）4月17日から2003年（平成15年）9月27日まで、毎週土曜 18:30 - 19:00 (JST) に放送。
司会は、番組スタートから最終回までヒロミと林家こぶ平（現・九代目林家正蔵）が担当。

## 概要
「ご当地の有名食材」「父母への感謝」など毎回テーマを設定し、番組前半はそれに沿った社会見学、後半はテーマに沿ったオリジナル料理を3 - 4組の小学生が調理し、司会者たちとともに試食するという構成だった。また、『ゴンボくん』というイメージキャラクターもいた。数回、ゴンボくんのデザインは変更されていた。ゴンボくんの声は放送開始から終了まで柿沼紫乃が一貫して務めた。
初回の視聴率は5.3%だったが、その後上昇し、番組全般通して12 - 14%程度の安定した視聴率を確保していた。冬場は16 - 17%程度を獲得する時期もあった。最高視聴率は1996年5月に記録した19.6%。
2000年までは『24時間テレビ』が放送される日でも通常の時間で放送されていたが（18:00開始の1994年を除く）、2001年からは『24時間テレビ』が18:30開始となり、さらに直前の『NNNニュースプラス1・サタデー』が通常通り18:00からのスタートとなったために、番組を休止していた。
2003年9月27日の放送回をもって10年半の歴史に幕を下ろした。最後にはSMAPの「世界に一つだけの花」が流れた。

## スタッフ
- ナレーター：林田尚親、柿沼紫乃、他[1]
- 構成：喰始、詩村博史、関根清貴、川原慶太郎、ひめはじめ
- 歴代ディレクター：中村英明、古野千秋（中村・古野→日テレ）／伊藤慎一、石田昌浩、小幡英司ほか
- 総合演出：松岡至（日テレ、2000年以降）
- アシスタントプロデューサー：松村あゆみ（1996年頃、プロデューサーだった時期あり）
- プロデューサー：西牟田知夫・林隆一郎→宮木宣嗣（西牟田・林・宮木→日テレ）／長尾忠彦、中山憲明（長尾・中山憲→IVSテレビ制作）
- チーフプロデューサー：五歩一勇（番組開始当初、初期はプロデューサー）→柏木登（1997年頃 - 2002年6月、以前はプロデューサー）→中山良夫（2002年7月 - 最終回）（以上日テレ）
- 技術協力：八峯テレビ、ビデオスクエア、TVT AKASAKA
- 制作協力：IVSテレビ制作
- 製作著作：日本テレビ

## 歴代エンディングテーマ
- さすらいのモグモグ・ゴンボ!/古川恵実子
- 青空の指輪/平井菜水
- セイリングロード/フリージア
- HEART BEAT EXPRESS/NUTS
- forever love/Love Lights Fields
- 強い自分になろう～KISSよりせつなく〜/DELTA
- Happy Honeymoon/大江千里
- かなう夢/室瀬美紀
- そんなヨウちゃんとあんなキュウちゃんにだまされて/クーニャンズ
- COLLECTION/杉岡芳樹
- From me to you/松本梨香
- really love/森下玲可
- 笑ってるだけじゃない/高橋由美子
- HEARTじかけのLOVEを歌おう/ViViCa
- MY LIFE ↑/BURST FRUITS
- 愛する言葉/カーネーション
- ベクトルは上向き/CAZACY
- サヨナラ/恋愛信号
- 1 or 8/ニキ☆リナ
- 夢見/天野マリア
- 旅の者/中村俊介
- TOKYOダーリン/CASCADE
- タカラノヤマ/R.P.R
- あなたに会う日の雨/上田まり
- 秋風の狂詩曲/Raphael
- さくら/RIZCO
- C7/GO!GO!7188
- あたしがあたしであるうちに/Lita
- It's to late/LINDBERG
- 国道16/Something ELse
- GRAND CITY APARTMENT/浅田信一
- 向日葵のように/北原愛子
- 少年時代/ROCKING TIME

## ネット局
| 放送対象地域  | 放送局             | 系列                          | ネット形態             | 備考                         |
| ------------- | ------------------ | ----------------------------- | ---------------------- | ---------------------------- |
| 関東広域圏    | 日本テレビ         | 日本テレビ系列                | 制作局                 |                              |
| 北海道        | 札幌テレビ         | 日本テレビ系列                | 遅れネット →同時ネット | [ 注 1 ]                     |
| 青森県        | 青森放送           | 日本テレビ系列                | 同時ネット             |                              |
| 岩手県        | テレビ岩手         | 日本テレビ系列                | 同時ネット             |                              |
| 宮城県        | ミヤギテレビ       | 日本テレビ系列                | 同時ネット             |                              |
| 山形県        | 山形放送           | 日本テレビ系列                | 同時ネット             |                              |
| 福島県        | 福島中央テレビ     | 日本テレビ系列                | 同時ネット             |                              |
| 新潟県        | テレビ新潟         | 日本テレビ系列                | 同時ネット             |                              |
| 長野県        | テレビ信州         | 日本テレビ系列                | 同時ネット             |                              |
| 静岡県        | 静岡第一テレビ     | 日本テレビ系列                | 同時ネット             |                              |
| 富山県        | 北日本放送         | 日本テレビ系列                | 同時ネット             | 1993年10月16日からネット開始 |
| 石川県        | テレビ金沢         | 日本テレビ系列                | 同時ネット             |                              |
| 福井県        | 福井放送           | 日本テレビ系列 テレビ朝日系列 | 同時ネット             | 1995年4月1日からネット開始   |
| 中京広域圏    | 中京テレビ         | 日本テレビ系列                | 同時ネット             |                              |
| 近畿広域圏    | 読売テレビ         | 日本テレビ系列                | 同時ネット             |                              |
| 鳥取県 島根県 | 日本海テレビ       | 日本テレビ系列                | 同時ネット             |                              |
| 広島県        | 広島テレビ         | 日本テレビ系列                | 同時ネット             |                              |
| 山口県        | 山口放送           | 日本テレビ系列                | 同時ネット             | 1993年10月からネット開始     |
| 岡山県 香川県 | 西日本放送         | 日本テレビ系列                | 同時ネット             |                              |
| 愛媛県        | 南海放送           | 日本テレビ系列                | 同時ネット             |                              |
| 高知県        | 高知放送           | 日本テレビ系列                | 同時ネット             | [ 注 5 ]                     |
| 徳島県        | 四国放送           | 日本テレビ系列                | 同時ネット             | 1996年10月からネット開始     |
| 福岡県        | 福岡放送           | 日本テレビ系列                | 同時ネット             |                              |
| 長崎県        | 長崎国際テレビ     | 日本テレビ系列                | 同時ネット             |                              |
| 熊本県        | くまもと県民テレビ | 日本テレビ系列                | 同時ネット             |                              |
| 鹿児島県      | 鹿児島読売テレビ   | 日本テレビ系列                | 同時ネット             | 1994年4月開局から            |

※1996年10月から2000年9月までの間は、CS★日テレでも放送されていた。
※日本テレビ系列局である秋田放送では、当該時間帯で別番組を放送していた関係で本番組は基本的には未放送だったが、比内地鶏を特集した回については放送された事がある。

## エピソード
番組開始当時、既に真打ち昇進を果たした中堅落語家（林家こぶ平）と、デビュー7年目の若手タレント（ヒロミ）が組むという組み合わせだったため、当然ながらこぶ平を上にした扱いであった。しかし、放送が進むにつれヒロミの尊大・不遜な芸風が表に出るようになって立場が逆転するようになった。番組末期に初回オープニングがスペシャル映像として放映された際、当時タレントとして全盛期だったヒロミが、放送開始当初の自身の腰の低さと、一方で番組末期での立場の逆転ぶりに苦笑する姿が放送された。
なお、番組終了後の2005年にこぶ平が9代目林家正蔵を襲名した際、襲名パーティーの席でヒロミが『モグモグGOMBO』や『ボキャブラ天国』でさんざんこぶ平を（番組上の演出のため）番組収録内においていじめに近い形で本人に接していたことを謝罪するコメントを残している。
番組のナレーションは林田尚親が務めており、番組でも家族（祖父・二人の娘）と共に顔出し出演したことがある。そしてその娘は後に歌手としてデビューする大原櫻子であり、同じく林田がナレーションを務めるぐるぐるナインティナイン内の企画「クイズあの日のテレビ欄」では当時の映像が紹介された。

## ゲーム
1995年6月15日にバンダイ（コンシューマー用コンピュータゲーム事業部。後のバンダイナムコエンターテインメント）からゲームボーイ用ゲームソフト『モグモグGOMBO 遥かなる超料理伝説』というタイトルでゲーム化。しかし中身は精霊などの仲間たちと共に料理で世界征服を企む海賊から母親を救うというロールプレイングゲーム（RPG）で番組とは全く関係ない仕様(申し訳程度のタイアップ要素として、ヒロミ、こぶ平をモデルにしたキャラクターが仲間になる。)となっており、パーティーを組んでいるにもかかわらず戦闘は1対1、主人公が不自然なほど弱く、レベルを上げても大した成長もしない、お荷物キャラとなってしまっていたり、メニューを表示するだけでも数秒待たされるほどテンポが悪いなど、ゲームとしての評価は低い。なお、オマケ的な要素として、クッキングタイマーモードが実装されている。